# Tomás de Garay y Becerra
Tomás de Garay y Becerra (Asunción, gobernación del Río de la Plata y del Paraguay, ca. 1566 – ib., e/ enero y mediados de julio de 1608) era un hidalgo, militar que llegó al rango de capitán y funcionario hispano-criollo que fue elegido alcalde de primer voto de la ciudad de Buenos Aires en 1596 y de manera interina fue nombrado dos veces como teniente de gobernador de Buenos Aires, en 1603 y en 1605.

## Biografía hasta ser regidor del Cabildo asunceno

### Origen familiar y primeros años
Tomás de Garay y Becerra había nacido hacia 1566 en la ciudad de Asunción, capital de la tenencia de gobierno asuncena de la gobernación del Río de la Plata y del Paraguay, la cual a su vez era una entidad autónoma dentro del Virreinato del Perú.
Los padres eran el gobernador rioplatense-paraguayo de origen hispano-vizcaíno Juan de Garay Ochandiano y Mendieta Zárate, fundador de la primera Santa Fe en 1573 y de la segunda Buenos Aires en 1580, y su esposa hispano-extremeña Isabel de Becerra y Mendoza, y la tía materna era Elvira de Becerra y Contreras Mendoza que se casó con el capitán Ruy Díaz Melgarejo, teniente de gobernador del Guayrá de 1575 a 1585 y fundador de Ciudad Real del Guayrá en 1556, de Villa Rica del Espíritu Santo en 1570 y de la efímera Santiago de Jerez del Itatín en 1580.
La madre con su hermana Elvira y los abuelos maternos de Tomás habían arribado a la Sudamérica española en 1550 en el bergantín La Concepción del capitán Juan de Salazar, quien fuera el fundador de la ciudad de Asunción en 1537, y dirigido por Mencia Calderón Ocampo "la Adelantada", la cual acompañada por el hidalgo Fernando de Trejo y Carvajal fundarían en 1553 el efímero poblado español de San Francisco de Mbiaza en la costa atlántica —poco más de un siglo después resurgiría como una villa portuguesa— y en donde nacería el futuro obispo tucumano Hernando de Trejo y Sanabria, pero al ser abandonado y gracias al sargento mayor Alonso de Escobar, lograron ir por tierra hasta Asunción.
Sus abuelos paternos eran los hidalgos Clemente López de Ochandiano y Hunciano —por lo que Martín de Garay era un abuelatro por donar su apellido al hijo de su esposa— y Lucía de Mendieta y Zárate. Por lo tanto era un bisnieto de los hidalgos Diego López de Ochandiano y de su esposa María de Hunciano. Los tíos abuelos paternos eran el licenciado Pedro Ortiz de Zárate, oidor de la Real Audiencia de Lima desde 1543 hasta su fallecimiento, y el adelantado rioplatense Juan Ortiz de Zárate, entre otros. Y en consecuencia era sobrino nieto segundo paterno del gobernador Fernando Ortiz de Zárate.
Además era nieto materno del capitán Francisco de Becerra (Cáceres, Extremadurra de la Corona de Castilla, 1511 - costa Mbiaza, gobernación del Río de la Plata y del Paraguay, 1553) y de su cónyuge Isabel de Contreras Mendoza. Los bisabuelos maternos eran el hidalgo extremeño-español Álvaro de Contreras y Carvajal (n. Badajoz, ca. 1480), alcaide de la fortaleza de Mérida, y su esposa Juana Carrillo de Mendoza.
Por lo tanto, Tomás de Garay era un tataranieto materno del noble Álvaro de Mendoza y Luna, señor de La Torre de Esteban Hambrán desde 1502 —cuyos padres eran María de Luna y Pimentel y su esposo Íñigo López de Mendoza, segundo duque del Infantado— y de su mujer Teresa Carrillo de Castilla.
Tenía cinco hermanos legítimos, los mayores eran María de Garay casada con el general Gonzalo Martel de Cabrera y luego con el capitán Pedro García de Arredondo, Jerónima de Garay que se casó con Hernando Arias de Saavedra "Hernandarias" y Juan de Garay "el Lejítimo" enlazado con Juana de Saavedra y Sanabria, y los menores, Ana de Garay matrimoniada con el sobrino del obispo llamado Gonzalo de Luna y Trejo, y el menor de todos, Cristóbal de Garay y Becerra. Además tenía un medio hermano paterno prematrimonial llamado Juan de Garay el Mozo, que era un mestizo hispano-chiriguano.

### Regidor del Cabildo de Asunción
Como parte de la aristocracia colonial, Garay Becerra se convirtió en hidalgo familiar del Santo Oficio, luego fue nombrado regidor del Cabildo de Asunción en el año 1586.

## Teniente de gobernador de Buenos Aires y deceso

### Regidor del Cabildo porteño
Hacia 1588 se casó con Juana de Morales y quienes posteriormente se avecindaron en la ciudad de Buenos Aires. Fue nombrado nuevamente como regidor pero esta vez en el Cabildo de Buenos Aires en el año 1592.

### Alcalde y teniente de gobernador de Buenos Aires
Tomas de Garay fue elegido alcalde ordinario de Buenos Aires en 1596 y luego fue nombrado como procurador general por lo que debió gestionar varios pedidos en Lima, capital del Virreinato del Perú.
Posteriormente fue asignado de manera interina en el cargo de teniente de gobernador de Buenos Aires desde mediados hasta finales de 1603 y nuevamente desde el 1 de enero de 1605 hasta mediados del mismo año.

### Fallecimiento
Finalmente el funcionario colonial Tomás de Garay y Becerra otorgó testamento ante el escribano Juan de Montenegro y fallecería poco después en la ciudad de Asunción, entre enero y mediados de julio de 1608. El 16 de julio del mismo año su viuda testó ante el mismo escribano.
Sus restos fueron llevados a Buenos Aires y enterrados en la iglesia del convento de San Francisco.

## Matrimonio y descendencia
El capitán Tomás de Garay y Becerra se había unido en matrimonio hacia 1588 en la ciudad de Asunción con Juana de Morales y Prieto (Asunción, ca. 1568 - ib., entre agosto y diciembre de 1608), una hija del notario Hernando de Morales (n. España, ca. 1538), que pasó al Río de la Plata con el adelantado Mendoza, y de su esposa Catalina Prieto (n. ca. 1548), y con quien tuvo tres hijos:
- Juan de Garay y Morales[14] (n. ca. 1589) quien se mantuvo soltero y no hay descendencia documentada.[14]
- Juana de Morales Garay[14][15] (n. Buenos Aires,[14] ca. 1593) que se avecindó en Asunción[14] y se matrimonió por primera vez hacia 1613 con el capitán Pedro de Mendoza Valderrama[14][15] (n. ca. 1594) —un hijo del teniente de gobernador asunceno Pedro Sánchez de Valderrama[15][16] (n. 1554),[15] vecino fundador de Corrientes en 1588,[15] regidor y alcalde de Asunción,[15] además de teniente de gobernador del Guayrá[16] desde 1596 y de Santiago de Jerez[16] desde 1615 hasta 1621, y de su esposa Mariana de Mendoza[15] (n. ca. 1574)— de este primer enlace concibió al poco documentado Tomás de Garay y Mendoza[14] (n. ca. 1615), y en segundas nupcias desde el 25 de abril[14] de 1619[14] con el capitán Agustín de Insaurralde (n. Asunción, ca. 1589) y con quien tuvo cuatro hijos: Lázaro de Garay Insaurralde,[17] Valeriana, María y Agustín de Insaurralde Garay.
- María de Garay Morales[14] (n. ca. 1606) que se casó con Francisco de Melo.[14]